# Óbarok
Óbarok là một thị trấn thuộc hạt Fejér, Hungary. Thị trấn này có diện tích 19,26 km², dân số năm 2010 là 771 người, mật độ 40 người/km².